# معربا، ریف دمشق
معربا (به عربی: معربا) یک روستا در سوریه است که در استان ریف دمشق واقع شده‌است. معربا ۱۰٬۲۹۰ نفر جمعیت دارد.